# 午砲台
午砲台（ごほうだい）は、かつて報時のための午砲（空砲）を撃っていた場所のことである。午報所とも呼ばれた。1871年（明治4年）、午砲の制が定められ全国各地に設置されている。空砲の音はドンとも呼ばれ親しまれたことから、後にドン山などという愛称が付けられた午砲台も存在する。

## 皇居旧本丸跡

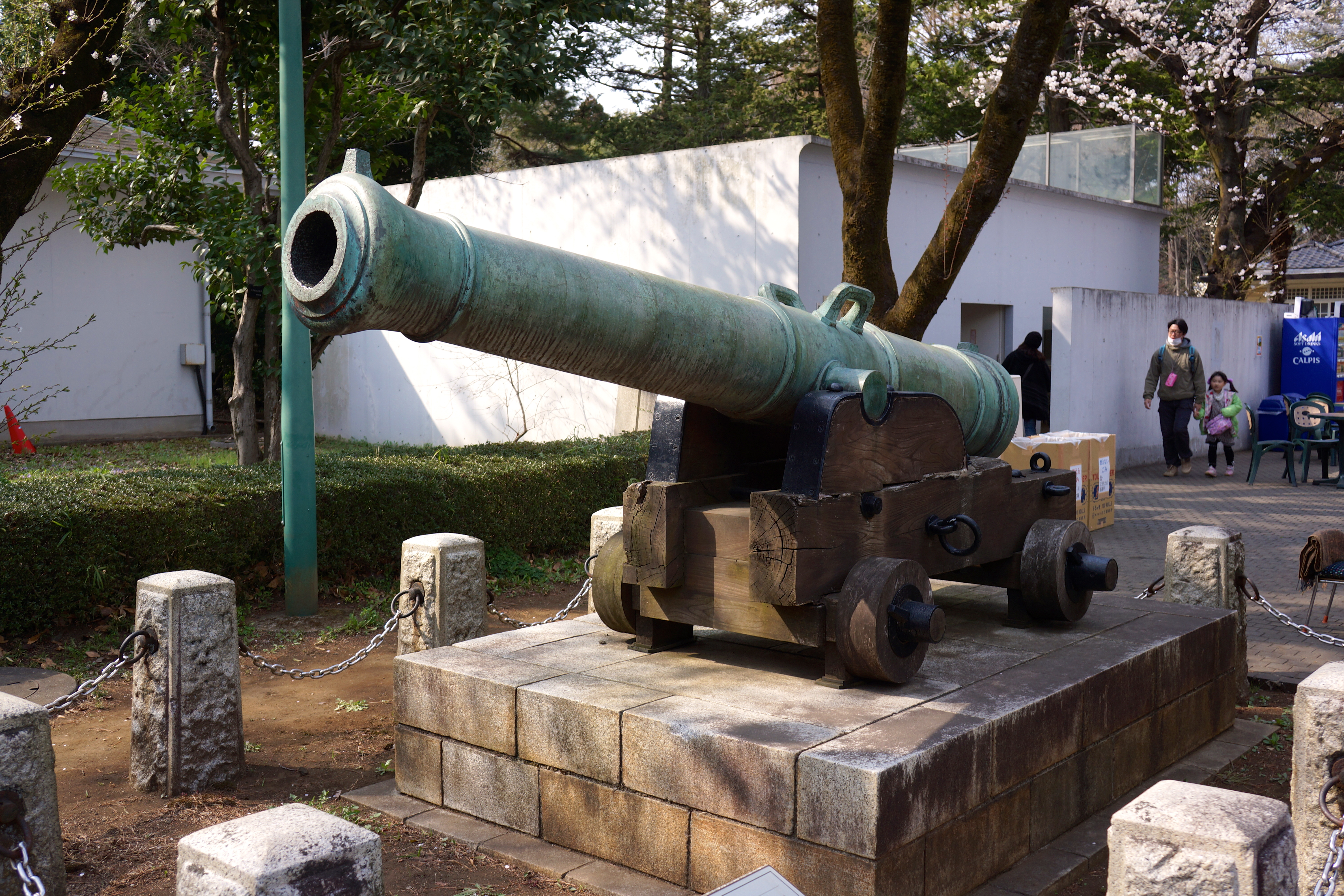
江戸東京たてもの園に展示されている午砲

- 1871年10月22日（明治4年9月9日（旧暦））- 皇居内の江戸城本丸跡庭園にて、陸軍近衛師団が空砲による報時を開始。午砲台の運営はその後、海軍兵学校などへ転々とする。
- 1922年（大正11年）9月15日 - この日限りで軍が経費削減のため撤退。東京市が業務を引き継ぎ、東京市報時所となる。
- 1929年（昭和4年）5月1日 - 経費難などのため空砲による報時を終了。市内各所に設置したサイレン（号笛所）による報時に切り替えた。
- 1968年（昭和43年）10月1日 - 皇居東御苑開園に伴い一般公開された。午砲台跡地は本丸エリアの一部として芝生が張られ整備されており、南側の大芝生の一角（「松の廊下跡」に近い）に「午砲台跡」の小さな石碑が残る。砲自体は、江戸東京たてもの園に展示されている。

## 習志野原の午砲台（千葉県）
- 千葉県習志野市東習志野にあり、習志野原で演習をしている兵士に時刻を知らせる為に報時が行われていた。現在では、習志野名所のひとつとなっている。

## ドン山（新潟県）
- 1873年（明治6年） - 新潟市寄居砂山に午砲所が設置され、報時業務を開始。
- 1919年（大正8年） - 旧制新潟高等学校建設に伴い新潟市西船見町の高台に移転。やがて、ここがドン山と名付けられる。
- 1924年（大正13年） - 礎町に皇太子（後の昭和天皇）の成婚記念として報時塔が建造される。同塔屋上からの汽笛による報時が開始されたことに併せて、ドン山における空砲による報時は廃止された（汽笛による報時は1943年（昭和18年）まで行われた。なお戦時中は、空襲警報にも用いられた。）
- 2006年（平成18年）現在 - ドン山の周囲は西海岸公園の一部として整備されており、砲台の跡地にはレプリカの砲が設置されている。

## 大阪城趾（大阪府）
- 1870年（明治3年）[年号要検証] -　陸軍が天保山に設置していた砲を利用して午砲を開始。翌年、砲を大阪城内に移転させ午砲台を設置し、報時業務を開始した。
- 1922年（大正11年） -　陸軍が経費削減のため報時業務を廃止。
- 2006年（平成18年）現在 - 大阪城公園内に、かつて使われた砲が展示されている。

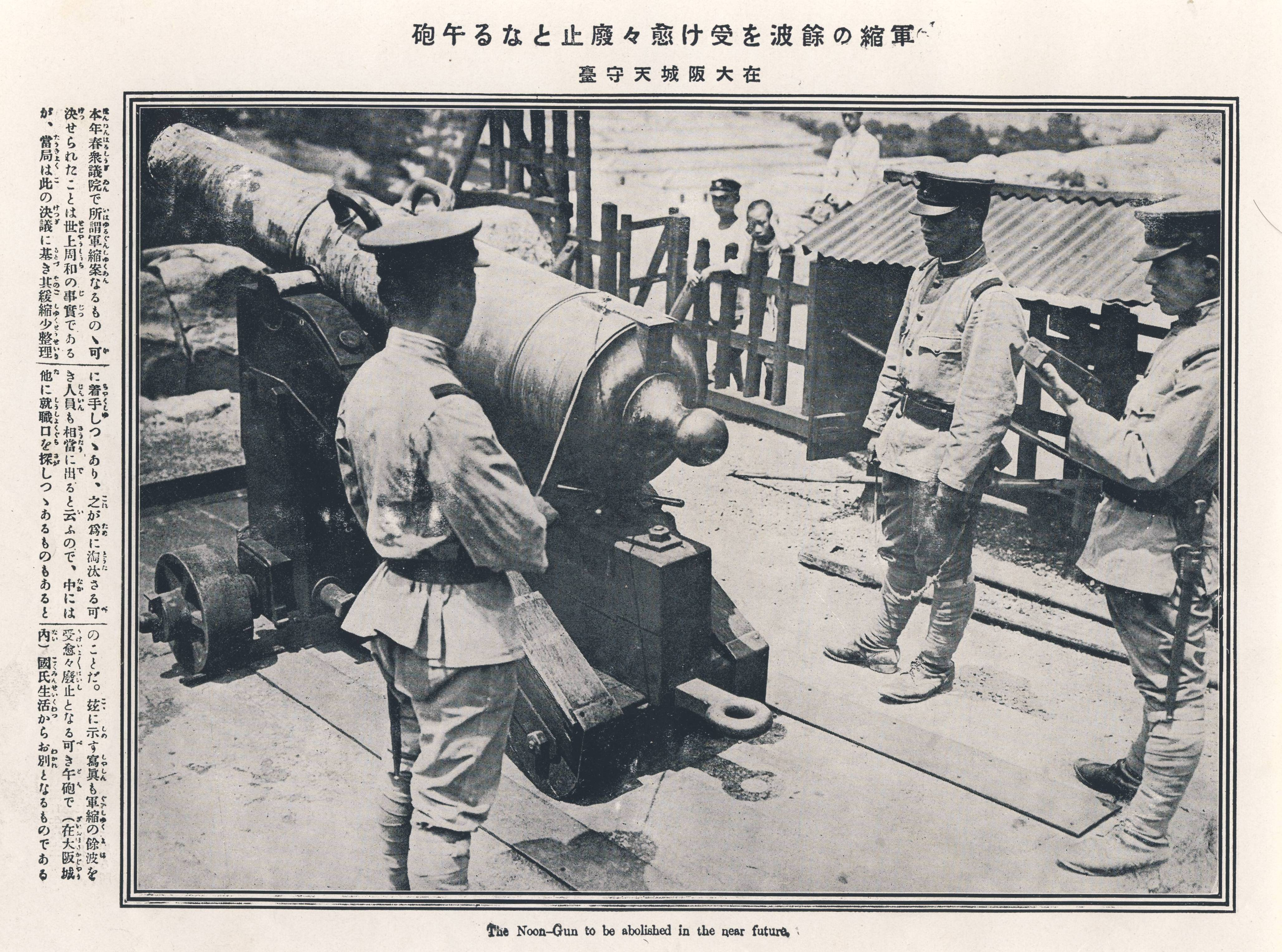
1922年に廃止される直前の大阪城午砲台
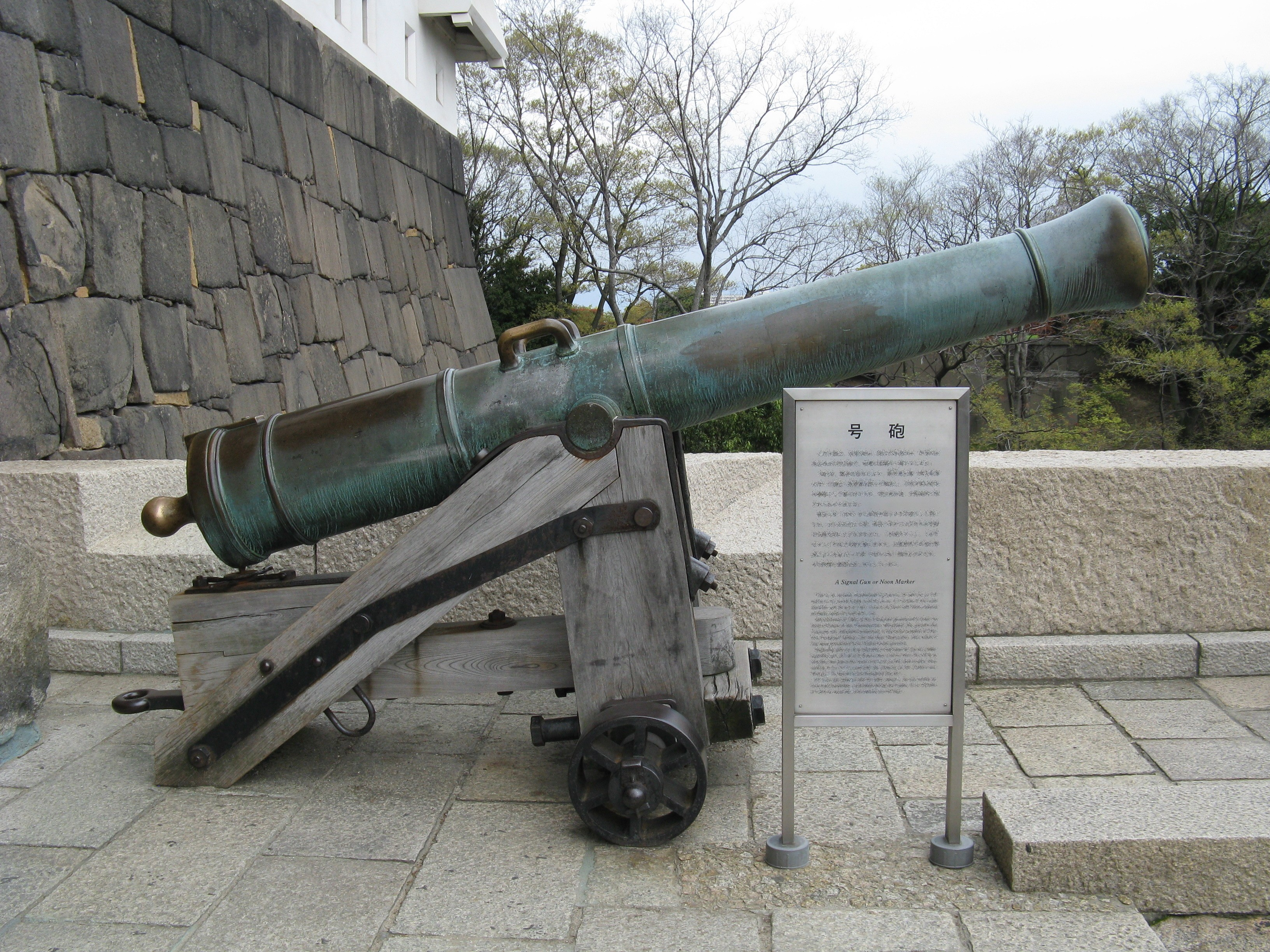
大阪城公園で展示されている午砲

## ドン山（岡山県）
- 1909年（明治42年）1月 - 岡山市半田山（現在の岡山理科大学敷地内）に午砲台が設置され、報時業務を開始。やがてドン山と名付けられる。
  - 午砲の運営は陸軍第17師団が行っていたが大正年間に師団の駐屯が解消され、岡山市が維持を請け負うようになる。使用された砲は、日露戦争の戦利品といわれた。
- 1922年（大正11年）8月 - 長く続いた午砲は宇垣軍縮で午砲廃止を決め、岡山山砲隊も廃止され、8月15日を最後に軍の運用する「ドン」は消えた。
- 1929年（昭和4年）3月 - 岡山市が財政難のため報時業務を断念。
- 1945年（昭和20年）6月 - 6月29日の岡山大空襲においてB-29部隊が編集した作戦用資料に『SIGNAL GUN』と表示されていた。
- 2009年（平成21年）
  - 8月 - 岡山理科大学と岡山理科大学附属高等学校により発掘調査が行われ、当時の遺構が検出される。
  - 12月 - 岡山理科大学附属高等学校機械科により午砲を鋳造で復元され設置される。

## 午砲場（福岡県福岡市）
- 1888年（明治21年）7月 - 郷土史家の江藤正澄と実業家の古賀勇夫が市民の時間に関する意識を高めるために、私立号砲会社を設立[1]。大阪砲兵工廠から中古の青銅砲[1]を100円で午砲を購入[2]し、7月22日から元福岡藩の砲術師によって、福岡市の洲崎台場跡（現・須崎公園）で日の出（午前4時40分）と正午の発砲を始めた[1]。当初は博多湾に向けて発砲していたが、聞こえにくいという苦情から市街地に向けて発砲するようにした[2]。
- 1889年（明治22年） - 市街地に発砲するようになると、今度は障子が揺れたりうるさいという苦情が出るため、午砲台を西公園の山上に移転した[1][2][3]。それでもうるさいという苦情が殺到するため、湊町（現・中央区港三丁目、住吉神社の北東約60m付近）に再移転した[1]。火薬の費用で号砲会社の経営が悪化したため、8月以降は日の出の号砲が廃止される[2]。江藤は1戸あたり2銭を徴収するよう市会に申し出るが、受け入れられなかったため寄付金で経営を続ける[1]。
- 1890年（明治23年）1月 - 号砲会社の経営が行き詰まり、午砲が休止される。しかし「ドン」の名で親しまれている午砲に、不便さや寂しさから存続の声が挙がる[2]。
- 1892年（明治25年）1月 - 福岡市役所が午砲を譲り受け、午砲を再開[2]。午砲の職員は「ドンのおじさん」と呼ばれ、午砲を歌った「ドンガラガン節」が流行した[3]。
- 1931年（昭和6年）3月31日 - 時報が市役所からのサイレンに代わり、この日をもって午砲が廃止された[1][2]。

午砲は福岡市埋蔵文化財センターで保管された後、1990年（平成2年）に開館した福岡市博物館の常設展示室に展示されているほか、午砲場近くの住吉神社に午砲台跡碑がある。

## 午砲台（福岡県久留米市）
- 1907年（明治40年） - 陸軍第18師団の誘致に伴い、砲兵隊による久留米市の午砲が始まった[4]。
- 1925年（大正14年） - 宇垣軍縮で第十八師団が廃止され、午砲も廃止された。午砲台近くの天神町に記念碑が残る[4]。

## ドンの山（長崎県）
- 1903年（明治36年）10月5日 - 長崎市の要請により風取山山頂に午砲所が設置され、長崎報時観測所[注 1]（後の長崎海洋気象台、現在の長崎地方気象台）が報時業務を開始。やがてドンの山と呼ばれるようになる。
- 1941年（昭和16年）3月 - 報時業務が廃止される。
- 2006年（平成18年）現在 - 周囲はドンの山公園（日の出町）として整備されており、砲台の跡地にはかつて使われた砲が設置されている。

## 熊本城址（熊本県）
- 1884年（明治17年） - 熊本城内に設置された熊本鎮台が報時業務を開始。江戸時代に生産された国産の砲が用いられていたという。
- 1943年（昭和18年） - 太平洋戦争の戦局悪化に伴い報時業務を廃止。砲は金属供出のため鋳つぶされたという。

## 日本国外の午砲台
以下の場所には、現役の午砲台が存在する。

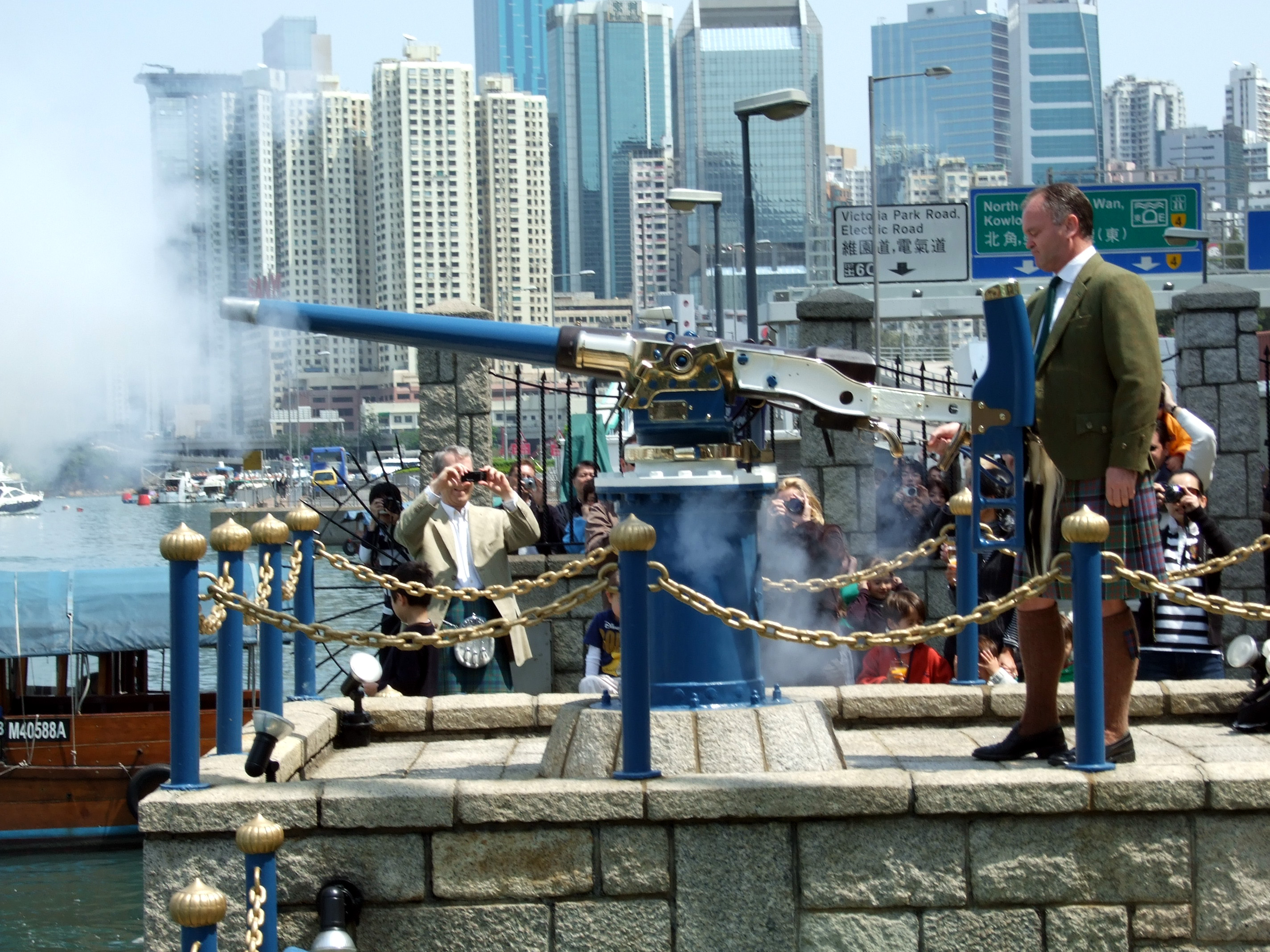
香港の午砲台

- 香港銅鑼湾 - 民間会社のジャーディン・マセソンが執り行っており、ヌーンデイ・ガンの名前で呼ばれている。
- カナダハリファックス市